# Circonvallazione
La circumvallazione, o circonvallazione, è una strada che devia il traffico dei veicoli attorno al centro abitato di una città.

## Origine del sistema viario a "circonvallazione"
Con lo sviluppo del traffico veicolare commerciale e individuale (merci e persone), dalla metà del XIX secolo in poi, si evidenziò la necessità di decongestionare il traffico di attraversamento dei luoghi urbanizzati.
Spesso, in Italia, le circonvallazioni sono state realizzate a ridosso della cinta muraria delle città medievali o sul sito dove sorgevano le antiche mura.
Ad esempio, nel 1864 Giuseppe Poggi ricevette l'incarico di progettare il riassetto urbanistico di Firenze: nella zona Nord, si abbatterono le mura e fu realizzato (dal 1870) un nuovo tracciato viario che ora corrisponde ai viali di Circonvallazione.
Quasi sicuramente la fonte d'ispirazione furono i Boulevard di Parigi che il Barone Haussmann andava realizzando.
Simile origine ebbe - a Milano - la circonvallazione insistente sulla cerchia dei bastioni, le vecchie mura spagnole.

## Funzione di una "circonvallazione"
Lo scopo principale di tale organizzazione viaria è di agevolare i flussi veicolari impedendo l'attraversamento del centro cittadino come spesso era necessario fare a causa dell'organizzazione tardo romana delle città o nel caso di centri abitati posti sulla direttrice delle strade consolari o statali.